# Mesoptychia sahlbergii
Mesoptychia sahlbergii là một loài Rêu trong họ Mesoptychiaceae. Loài này được (Lindb. & Arnell) A. Evans mô tả khoa học đầu tiên năm 1903.